# Гаральд фон Ельферфельдт
Барон Гаральд фон Ельферфельдт (нім. Harald Freiherr von Elverfeldt; 6 лютого 1900, Гільдесгайм — 6 березня 1945, Кельн) — німецький штабний офіцер, генерал-лейтенант вермахту (1 березня 1945). Кавалер Лицарського хреста Залізного хреста з дубовим листям.

## Біографія
25 березня 1918 року вступив у Прусську армію. Учасник Першої світової війни, бився на Західному фронті. Після демобілізації армії залишений у рейхсвері, служив у піхоті та різних штабах. З 12 жовтня 1937 року — командир роти 83-го піхотного полку. З 10 листопада 1938 року — начальник оперативного відділу штабу 3-ї легкої, з 1 жовтня 1939 року — 8-ї танкової дивізії, з 5 лютого 1940 року — 25-го моторизованого корпусу, з 16 листопада 1940 по 1 лютого 1941 року — 3-ї танкової групи. Учасник Польської і Французької кампаній. З 15 лютого 1941 року — начальник штабу 56-го танкового корпусу. Учасник німецько-радянської війни. З 30 січня по 1 жовтня 1943 року — начальник штабу 9-ї, з 1 по 15 листопада 1943 року — 17-ї армії. З 15 лютого 1944 року — начальник оперативного відділу курсів вищих офіцерів. З 21 вересня 1944 року — командир 9-ї танкової дивізії, яка билась на Заході. Загинув у бою.

## Нагороди
- Залізний хрест 2-го класу (17 квітня 1919)
- Почесний хрест ветерана війни з мечами
- Медаль «За вислугу років у Вермахті» 4-го, 3-го і 2-го класу (18 років)
- Застібка до Залізного хреста 2-го класу (29 вересня 1939)
- Залізний хрест 1-го класу
- Німецький хрест в золоті (16 березня 1942)
- Відзначений у Вермахтберіхт (26 листопада 1944)
- Лицарський хрест Залізного хреста з дубовим листям
  - лицарський хрест (9 грудня 1944)
  - дубове листя (№801; 23 березня 1945, посмертно)